# Afrikaspiele 2019/Leichtathletik – Stabhochsprung der Frauen
Der Stabhochsprung der Frauen bei den Afrikaspielen 2019 fand am 27. August im Stade Moulay Abdallah in Rabat statt.
Fünf Stabhochspringerinnen aus zwei Ländern nahmen an dem Wettbewerb teil. Die Goldmedaille gewann Dorra Mahfoudhi mit 4,31 m, was auch ein neuer Rekord der Afrikaspiele war. Silber ging an Fatma Elbendary mit 4,10 m und die Bronzemedaille gewann Dina Eltabaa mit 4,00 m.

## Rekorde
| Weltrekord        | Jelena Issinbajewa           | 5,06 m | Weltklasse Zürich (IAAF Diamond League), Schweiz | 28. August 2009    |
| Rekord der Spiele | Syrine Balti Dorra Mahfoudhi | 4,10 m | Afrikaspiele in Brazzaville, Republik Kongo      | 14. September 2015 |

## Ergebnis
27. August 2019, 16:25 Uhr
| Platz | Athletin         | Land     | 3,20 | 3,35 | 3,65 | 3,75 | 3,80 | 3,85 | 3,90 | 3,95 | 4,00 | 4,05 | 4,10 | 4,15 | 4,25 | 4,31 | 4,35 | Höhe (m) |
| ----- | ---------------- | -------- | ---- | ---- | ---- | ---- | ---- | ---- | ---- | ---- | ---- | ---- | ---- | ---- | ---- | ---- | ---- | -------- |
|       | Dorra Mahfoudhi  | Tunesien | –    | –    | –    | xo   | –    | o    | –    | o    | –    | o    | o    | xo   | o    | xxo  | xr   | 4,31 GR  |
|       | Fatma el-Bendary | Ägypten  | –    | –    | o    | o    | o    | –    | o    | o    | o    | xo   | xo   | xxx  |      |      |      | 4,10     |
|       | Dina el-Tabaa    | Ägypten  | –    | –    | o    | o    | –    | o    | –    | xo   | o    | xxx  |      |      |      |      |      | 4,00     |
| 4     | Nour Aly         | Ägypten  | –    | –    | xxo  | o    | o    | o    | xo   | xo   | xxx  |      |      |      |      |      |      | 3,95     |
|       | Nesrine Brinis   | Tunesien | xxx  |      |      |      |      |      |      |      |      |      |      |      |      |      |      | NM       |

Zeichenerklärung:
– = Höhe ausgelassen, x = Fehlversuch, o = Höhe übersprungen, r = Aufgabe (retired)